# حسین‌آباد اردشیری
حسین‌آباد اردشیری، روستایی از توابع بخش همایجان شهرستان سپیدان در استان فارس ایران است.
حسین آباد دارای دره و رودخانه ای بسیار دیدنی و بکر است که برای دیدن آن نیاز به راه بلد است. 
اهالی روستا حسین آباد اکثرا پسر و دختر عمو هستند وبسیار مردم خونگرم و مهمان دوست هستند. 

## جمعیت
این روستا در دهستان سرناباد قرار دارد و براساس سرشماری مرکز آمار ایران در سال ۱۳۸۵، جمعیت آن ۱۱۰ نفر (۲۵خانوار) بوده‌است.